# Comuna Novooleksandrivka, Ananiev
Novooleksandrivka (în ucraineană Новоолександрівка) este o comună în raionul Ananiev, regiunea Odesa, Ucraina, formată din satele Kozace, Novoivanivka, Novooleksandrivka (reședința) și Șevcenkove.

## Demografie
Componența lingvistică a comunei Novooleksandrivka
     Ucraineană (87,38%)
     Română (6,5%)
     Rusă (5,64%)
     Alte limbi (0,12%)
Conform recensământului din 2001, majoritatea populației comunei Novooleksandrivka era vorbitoare de ucraineană (87,38%), existând în minoritate și vorbitori de română (6,5%) și rusă (5,64%).